# Xestia olivascens
Xestia olivascens är en fjärilsart som beskrevs av George Francis Hampson 1894. Xestia olivascens ingår i släktet Xestia och familjen nattflyn. Inga underarter finns listade i Catalogue of Life.